# Переговоры России и США на Аляске (2025)
Переговоры Владимира Путина и Дональда Трампа - политические переговоры президентов РФ и США Владимира Путина и Дональда Трампа, которые заключаются в урегулировании конфликта на Украине. Состоялись 15 августа в 22:30 по UTC+3:00 (11:30 по местному времени).
В каждой делегации исключая лидеров были также еще по пять участников - министры, советники и представители внешнеполитических ведомств.